# Институт ядерной физики Общества Макса Планка
Институт ядерной физики Общества Макса Планка (нем. Max-Planck-Institut für Kernphysik, MPIK) — научно-исследовательский институт в Гейдельберге, Германия.
Институт является одним из более чем 80 институтов Общества Макса Планка, независимой, некоммерческой исследовательской организации. Институт ядерной физики Общества Макса Планка был основан в 1958 году по инициативе Вальтера Боте на базе существовавшего с 1930 года Института медицинских исследований Общества Макса Планка.
Ныне Институт фокусируется на двух основных направлениях: на стыке физики элементарных частиц и астрофизики (физики астрочастиц) и квантовой динамике. Есть пять научных подразделений и несколько дополнительных и младших исследовательских групп. Научно-технические отделы, а также администрация поддержки исследователей. В институте работает около 390 сотрудников, а также студенты дипломных и научные гости.
Учёные MPIK сотрудничают с другими исследовательскими группами в Европе и во всём мире, принимают участие в многочисленных международных проектах, в некоторых из них играя главную роль. Особенно тесные связи налажены с Институтом тяжёлых ионов (Дармштадт), DESY (Гамбург), ЦЕРН (Женева), TRIUMF (Канада) и INFN–LNGS (Италия).
Институт тесно сотрудничает с Университетом Гейдельберга, где преподают многие сотрудники Института. Три международных исследовательские школы Макса Планка (IMPRS) и аспирантура служат для стимулирования молодых учёных.

## Экспериментальные установки
- Test Storage Ring (TSR) — накопитель ионов с электронным охлаждением, 1988-2012[1]
- Cryogenic Storage Ring (CSR) — электростатическое криогенное накопительное кольцо для исследования ионов, с 2015 года

## Директора
- 1958—1974 — Вольфганг Гентнер[нем.]
- 1972—1986 — Петер Брикс[нем.]
- 1972—2001 — Ханс-Арвед Вейденмюллер[нем.]
- 1975—2005 — Генрих Фольк[нем.]
- 2001—2012 — Йоахим Ульрих[нем.]
- 2012—н. в. — Клаус Блаум[нем.]